# Hageri
Koordinaten: 59° 10′ N, 24° 39′ O
Hageri (deutsch Haggers) ist ein Dorf (estnisch alevik) in der estnischen Landgemeinde Kohila im Kreis Rapla. Es liegt dreißig Kilometer von der estnischen Hauptstadt Tallinn entfernt.

## Lage und Geschichte
Das Dorf hat 148 Einwohner (Stand September 2008). Seine Fläche beträgt 1,05 Quadratkilometer.
Seit dem 13. Jahrhundert war Hageri Zentrum des gleichnamigen Kirchspiels mit seinen fünfzehn Rittergütern und sechs Beigütern. Das Kirchspiel wurde erstmals 1241 als parochia Haccriz urkundlich erwähnt.
Vermutlich ebenfalls im 13. Jahrhundert entstand durch dänische Missionare die erste Kirche, die dem Heiligen Lambertus geweiht war. Sie ist die einzige Lambertikirche in Estland geblieben.
1892 wurde auf den Fundamenten der alten Kirche ein neuer Sakralbau im neoromanischen Stil erbaut. Der estnische Architekt Ervin Bernhard bediente sich dabei auch russisch-orthodoxer Stilelemente.

## Söhne des Ortes
- Otto Friedrich Ignatius (1794–1824), deutschbaltischer Maler, Schriftsteller und Komponist
- Waldemar Thomson (1897–1945), deutschbaltischer Theologe
- Paul Karp (1905–1981), Dirigent und Posaunist

## Weitere Persönlichkeiten
- Hugo Hahn (1886–1957), deutschbaltischer Theologe, 1910–1916 Pfarrer in Haggers

## Weblinks

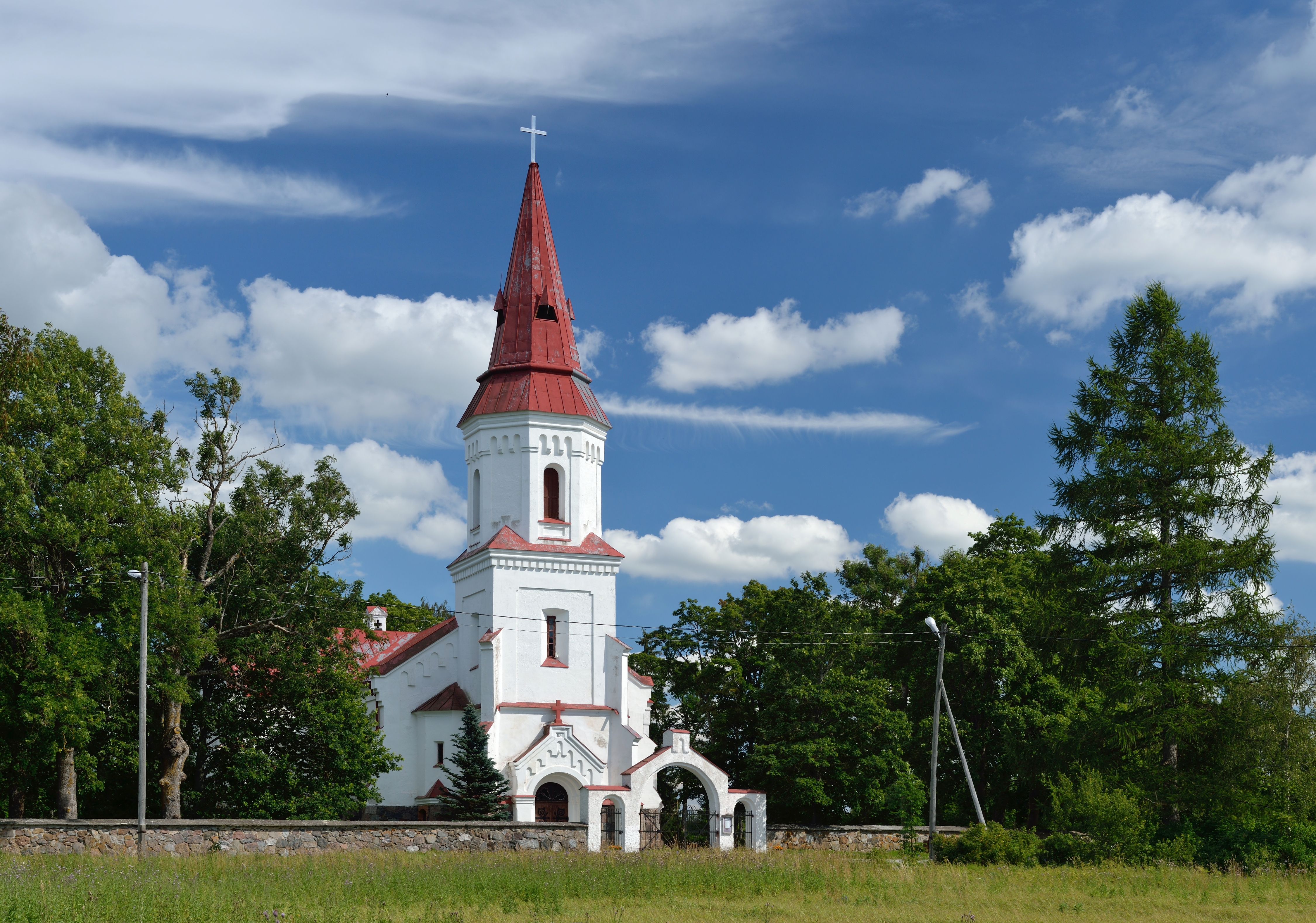
Die Kirche von Hageri
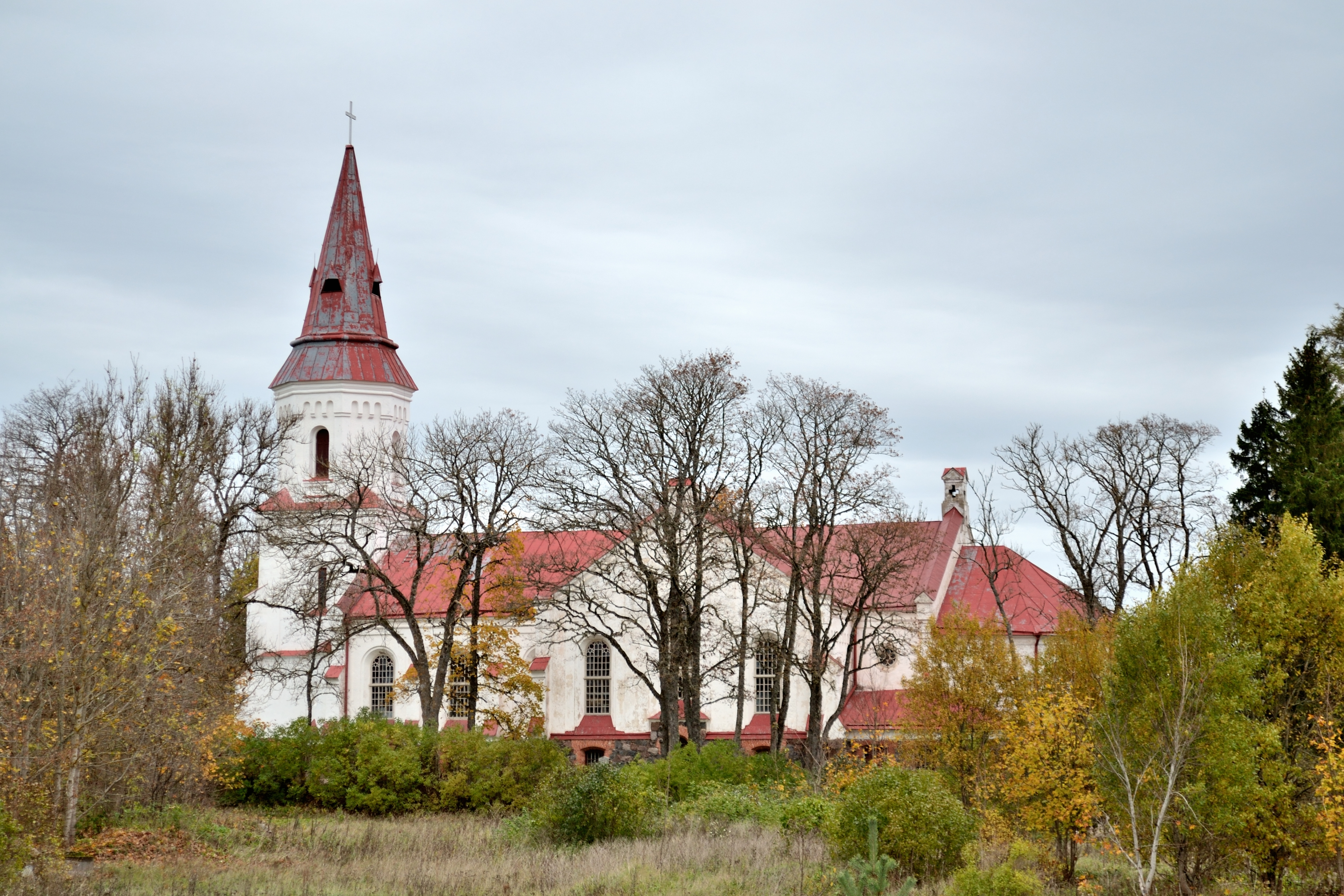
Die Kirche von Hageri
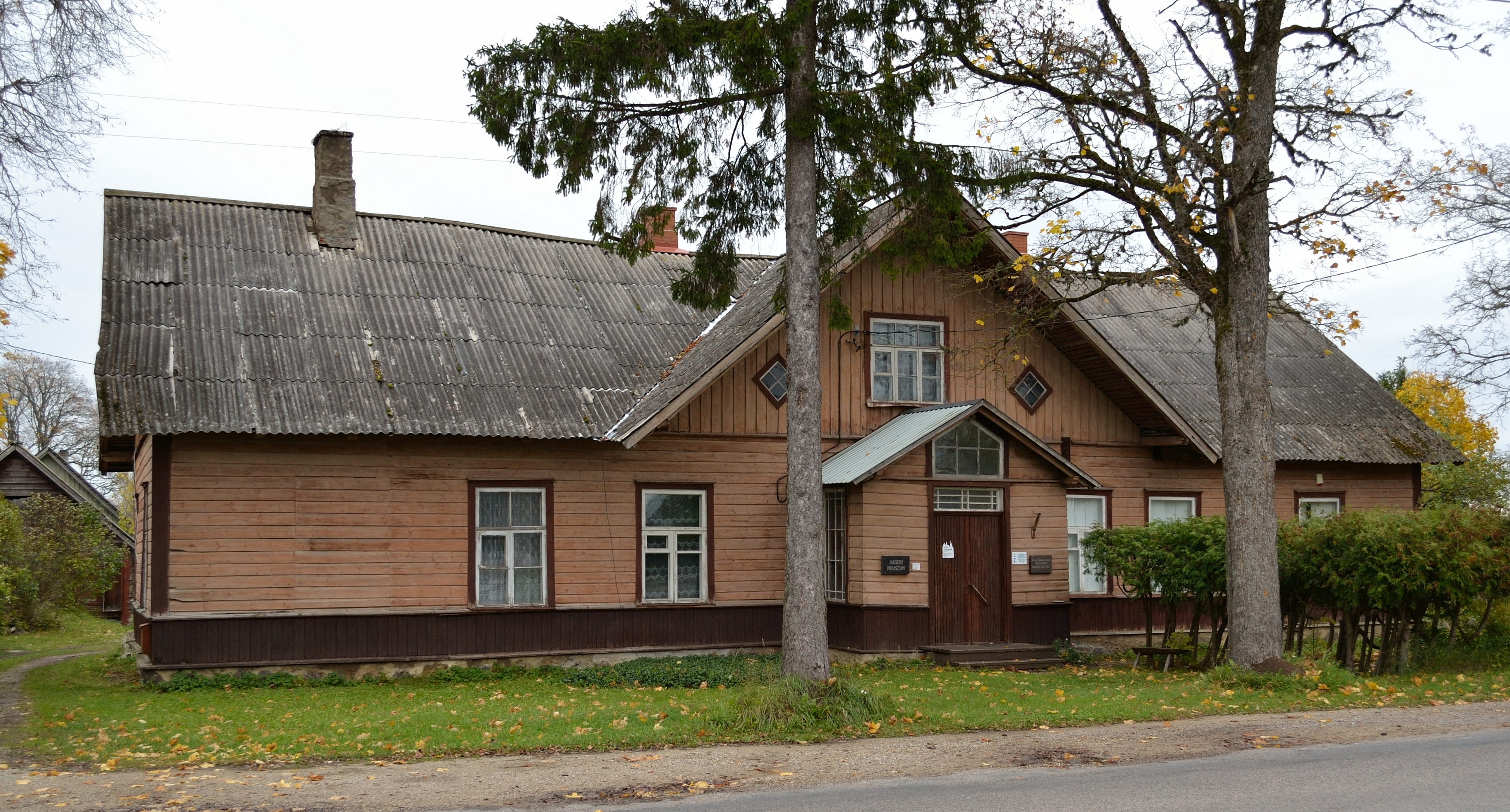
Alte Apotheke
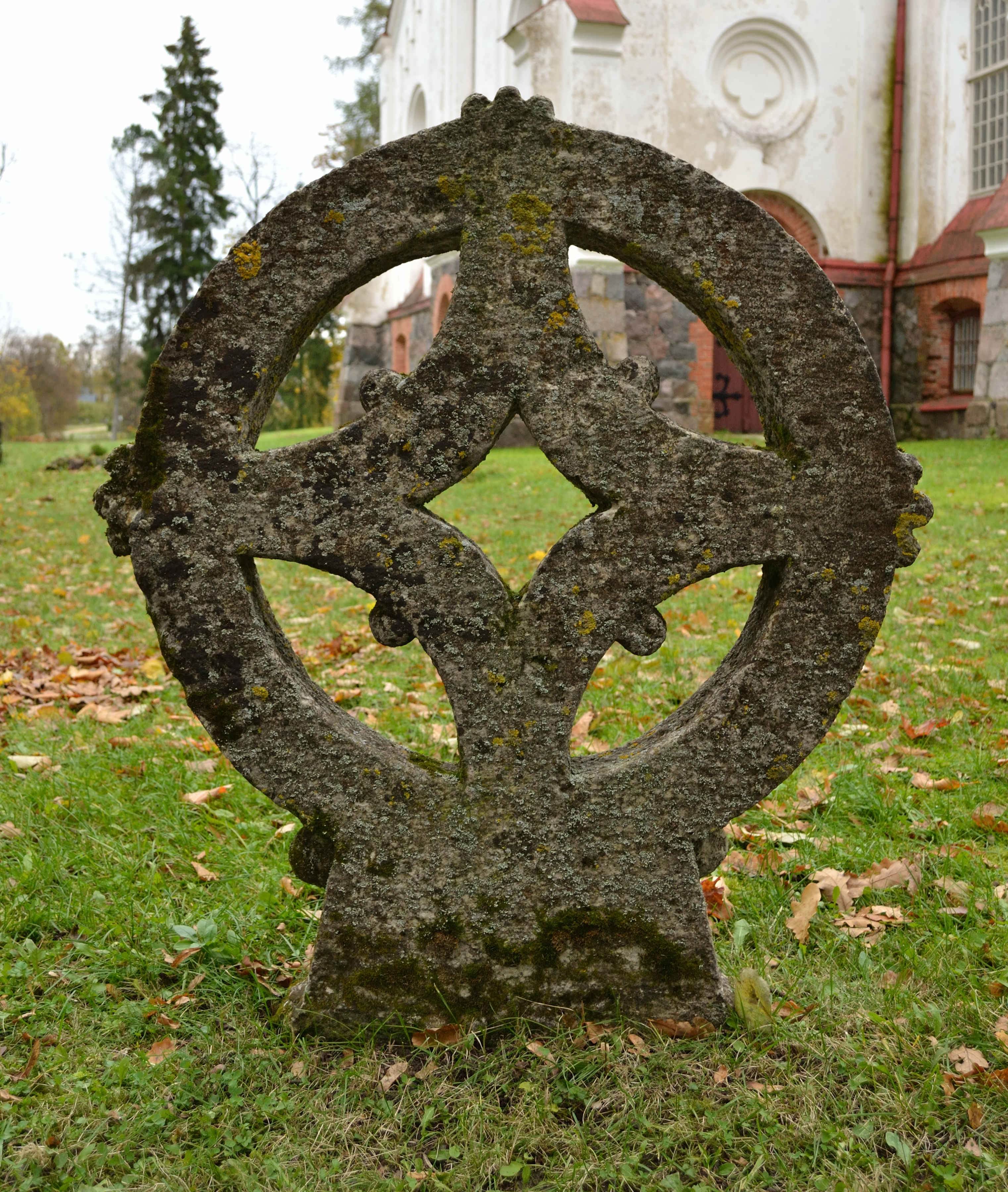
Steinkreuz im Kirchhof
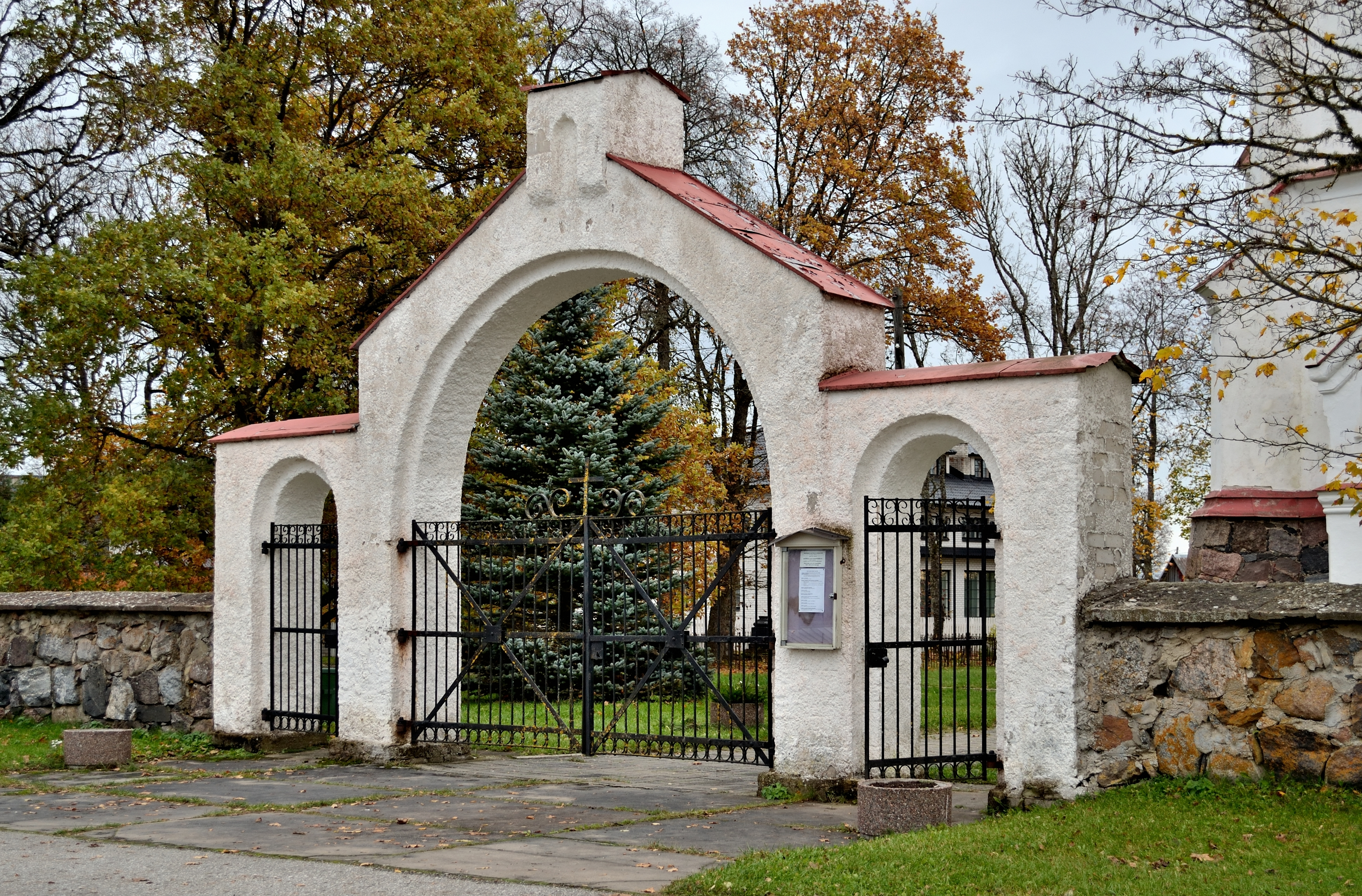
Kirchhofstor
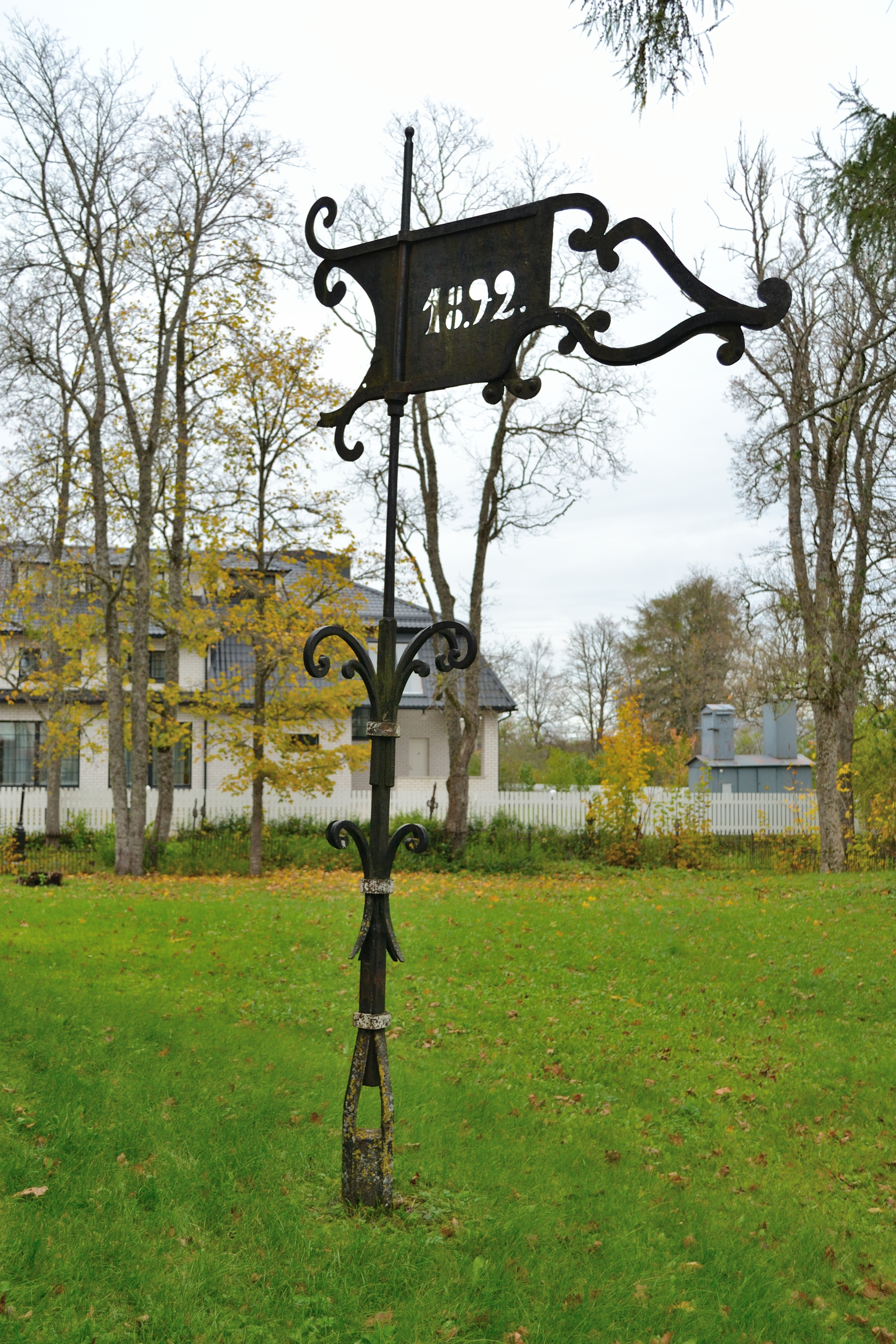
Schaufel im Kirchhof